# 277 Elvira
277 Elvira este un asteroid din centura principală, descoperit pe 3 mai 1888, de Auguste Charlois.